# Panamerikanische Spiele 1987/Tennis
Die Tenniswettbewerbe der X. Panamerikanischen Spiele 1987 wurden vom 13. bis 23. August, bei einem Ruhetag am 16. August, im Indianapolis Sports Center in Indianapolis ausgetragen. Es wurden bei Damen und Herren im Einzel und Doppel sowie im Mixedwettbewerb Medaillen vergeben. Die Spiele um Platz 3 wurden nicht mehr ausgetragen und jeweils zweimal Bronze vergeben.
Der Brasilianer Nelson Aerts wurde während des Turniers wegen Verstoßes gegen die Amateurregeln ausgeschlossen. Aus dem gleichen Grund war seine Landsfrau Patricia Medrado zum Turnier nicht zugelassen worden. Dennoch gewann Brasilien durch Fernando Roese und Gisele Miró beide Einzeltitel.

## Herren

### Einzel
| Platz | Land               | Spieler        |
| ----- | ------------------ | -------------- |
| 1     | Brasilien          | Fernando Roese |
| 2     | Vereinigte Staaten | Al Parker      |
| 3     | Argentinien        | Pablo Albano   |
| 3     | Vereinigte Staaten | Luke Jensen    |

### Doppel
| Platz | Land               | Spieler                              |
| ----- | ------------------ | ------------------------------------ |
| 1     | Vereinigte Staaten | Luke Jensen Patrick McEnroe          |
| 2     | Mexiko             | Agustín Moreno Fernando Pérez Pascal |
| 3     | Guatemala          | Daniel Chávez Fabio Sical            |
| 3     | Costa Rica         | Fred Thome Kenneth Thome             |

## Damen

### Einzel
| Platz | Land        | Spielerin       |
| ----- | ----------- | --------------- |
| 1     | Brasilien   | Gisele Miró     |
| 2     | Kolumbien   | Adriana Isaza   |
| 3     | Argentinien | María Méndez    |
| 3     | Uruguay     | Patricia Miller |

### Doppel
| Platz | Land               | Spielerinnen                     |
| ----- | ------------------ | -------------------------------- |
| 1     | Vereinigte Staaten | Sonia Hahn Ronni Reis            |
| 2     | Argentinien        | María Méndez Andrea Tiezzi       |
| 3     | Mexiko             | Lucila Becerra Claudia Hernández |
| 3     | Puerto Rico        | Marilda Juliá Emily Viqueira     |

## Mixed
| Platz | Land        | Spieler                        |
| ----- | ----------- | ------------------------------ |
| 1     | Mexiko      | Lucila Becerra Gilberto Cicero |
| 2     | Argentinien | Andrea Tiezzi Pablo Albano     |
| 3     | Brasilien   | Gisele Miró Fernando Roese     |
| 3     | Kuba        | Belkis Rodríguez Juan Pino     |

## Medaillenspiegel
| Platz | Land               | Gold | Silber | Bronze | Gesamt |
| ----- | ------------------ | ---- | ------ | ------ | ------ |
| 01    | Vereinigte Staaten | 2    | 1      | 1      | 4      |
| 02    | Brasilien          | 2    | —      | 1      | 3      |
| 03    | Mexiko             | 1    | 1      | 1      | 3      |
| 04    | Argentinien        | —    | 2      | 2      | 4      |
| 05    | Kolumbien          | —    | 1      | —      | 1      |
| 06    | Costa Rica         | —    | —      | 1      | 1      |
| 06    | Kuba               | —    | —      | 1      | 1      |
| 06    | Guatemala          | —    | —      | 1      | 1      |
| 06    | Puerto Rico        | —    | —      | 1      | 1      |
| 06    | Uruguay            | —    | —      | 1      | 1      |

## Quelle
- 1987 Pan American Games Indianapolis, herausgegeben von PAX/Indianapolis Inc. (PDF-Datei; 23,5 MB), S. 185, 192, 428–431.